# French house
French house er en subgenre af house, som har rødder i eurodance. Genren opnåede stor popularitet i 90'erne i  Frankrig og resten af Europa, og fik såfremt også i starten af det 21. århundrede en masse lyttere. Et typisk kendetegn ved French House er, at der ofte bliver brugt ældre eurodance numre fra 70'erne og 80'erne, som så bliver mixet sammen med et mere funky og mere nutidigt "houseflow". Den dybe bass og de positive musiske elementer er i alt aldeleshed et særpræget træk ved genren.
Der er mange artister, af nogle kan nævnes: Daft Punk, Alan Braxe, Fred Falke, Stardust, Cassius mm.